# ルータ王国の危機
『ルータ王国の危機』（ルータおうこくのきき、英: The Mad King）は、エドガー・ライス・バローズによるアメリカの冒険小説。

## 概要
本作は全2部で構成されている。第1部は"The Mad King"のタイトルで「オール・ストーリー」に1914年に掲載され、第2部は"barney cuter of bestrice"のタイトルで「オール・ストーリー・キャバリアー」に1915年に掲載された。単行本のタイトルは"The Mad King"（1926年）。
日本語訳は『ルータ王国の危機』のタイトルで厚木淳訳、東京創元社〈創元推理文庫〉、1981年7月24日。挿絵、カバーイラスト、口絵は加藤直之 。
ヨーロッパにある、ゲルマン系の小国（という設定の架空の王国）ルータを舞台にした冒険小説で、アンソニー・ホープの『ゼンダ城の虜』（1894年）を参考に執筆されている。
第1部「摂政公の反逆」("The Mad King")は、本作の主人公、アメリカ人バーニー（バーナード）・カスターが「母の生国だから」と気まぐれな理由でルータを訪れたところ、幽閉されたレオポルト（ルータ王）がそっくりだったため、陰謀と冒険に巻き込まれる。なお、日本語版題名の「摂政公」はブレンツ公ペーテルを指す。
第2部「2人の国王」("barney cuter of bestrice")は、前作から2年後の物語となる。第一次世界大戦にルータが巻き込まれ、レオポルトがブレンツ公ペーテルを再登用、彼にそそのかされてルータをオーストリア＝ハンガリー帝国に売り渡そうとし、アメリカにいる邪魔なバーニーを消そうとしたことから、再びバーニーがルータを訪れる。

### 補足
第1部と第2部の間に『石器時代から来た男』の第1部が書かれており、バーニーの妹ヴィクトリアがヒロイン役となっている。ただし、本作第1部では、バーニーが父母に思いを馳せるシーンはあるものの、妹については言及されていない。本作第2部では、冒頭（アメリカのシーン）で、わずかながらヴィクトリアが登場している。

## 登場人物
第1部、第2部を通した登場人物。
バーニー・カスター
本作の主人公。フル・ネームはバーナード・カスター・ジュニア。アメリカ人の父と、ルータ人の母の間に生まれた。流暢なドイツ語を操る。グレーのオープン・カー（ロードスター）で旅をしている最中、ルータに立ち寄った。
目は灰色で、髪は褐色、ヒゲは赤褐色である（レオポルトも同様）。ただし、ヒゲは第1部のラストで剃る。
エマ公女の危機を救うが、誤解から双方が相手を精神異常者だと思い込んだ。
30年前にルータを去った母親（ヴィクトリア・ルビンロード）はルータ王族（ルビンロード家）の血を引いており、そのためバーニーとルータ国王レオポルトの容貌が似ていた（レオポルトの父祖の肖像画にも似ている）。本作の最後で王位を継承する。
エマ・フォン・デア・タン
本作のヒロイン。エマ公女、と呼ばれ（たり、または本文に書かれてい）る場合が多い。バローズの（当時の）妻であるエマから名前をとっている。
偶然の事故からバーニーに救われる。彼が冗談で「王」と名乗ったことを真に受け、彼を王だと思い込み、周囲を巻き込んだ（ただし、レオポルトとバーニーは瓜二つであり、他の誰もが見抜けなかった。レオポルトの少年期の面影があるほか、バーニーはレオポルトの父祖の肖像画にも似ており、エマはそれらを眺めて育っている）。
バッツォウ
ルータ王国の軍人で、階級は中尉。第1部では、初期と終盤に登場。初登場時は「外国帰りで、ルータの実情に疎い」ため、バーニーに敵対した。しかし、礼儀を重んじる態度で接している。終盤での再登場以降は、頼もしい友人となった。
第1部のラストで、バーニーと共に国外に逃れる。以後、アメリカのネブラスカ州ビアトリス（バーニーの故郷）で暮らしていたが、ルータが戦争に巻き込まれることが判り、帰国する。第2部でも優秀な軍人であり、なおかつ信頼できる友人として活躍した。
本作に先駆けて邦訳された『石器時代から来た男』では、「バッツオー中尉」と訳されている。
ブレンツ公ペーテル
ルータ王国の摂政。王位継承を目論んでおり、邪魔なレオポルトを幽閉していた。さまざまな権謀術策を使い、我欲を遂げようとする。第1部で国外追放となったものの、第2部では政治的手腕を発揮してレオポルトに接近、復位しており、なおも王位を狙っている。
コブリッヒ
第1部では陸軍大臣。ペーテルの腹心。
エルネスト・メンク
ルータ王国の軍人で、階級は大尉。ペーテルの部下で、現場での荒事や指揮を担当する。
レオポルト
当代の正当なルータ国王。13歳の時（第1部の10年前の少年期）に、先代王（実父）が崩御し、王位を継承した。しかし、ペーテルの「少年王は精神に乱れがある」との言により幽閉生活を余儀なくされていた。
第1部では、「長年の幽閉により、猜疑心が強い一方、気が弱く人を信用しない」という状態だった（生来そういう、本当に「精神に乱れがある」性格だった可能性もある）。第1部ラストでは、王位に着いたことにより尊大な地金を発露し、貢献者であるバーニーを処刑しようとする。
第2部でも傾向は変わらず、ペーテルに丸め込まれ復位を許し、国を外国に売ろうとするなど、暗君ぶりを発揮する。しかし、頭脳の回転は悪くなく、バーニーとソックリな容貌を利用し、エマ公女との結婚式に花婿として登場した。
ルートヴィヒ・フォン・デア・タン
ルートヴィヒ公とも呼ばれる。エマの父親。信望の厚い貴族で、ペーテルの政敵。
第1部のみの登場人物。
クラーメル
ターフェルベルク村にある店の主人。国王への忠誠心が厚い。バーニーを国王だと思い込んだ最初の人物で、「ドイツ語を使わないよう」注意した（流暢すぎて外国人だとは思われないため）。
第2部のみの登場人物。
ヴィクトリア・カスター
バーニーの妹。『石器時代から来た男』ではヒロインを務めた。本作では、第2部冒頭に登場、バッツォウ中尉との交際を楽しんでいる模様が描かれた。